# Isebek
|  | Per a altres significats, vegeu «Isenbek». |

L'Isebek o Isebekkanal és un afluent de l'Alster a l'estat d'Hamburg a Alemanya.

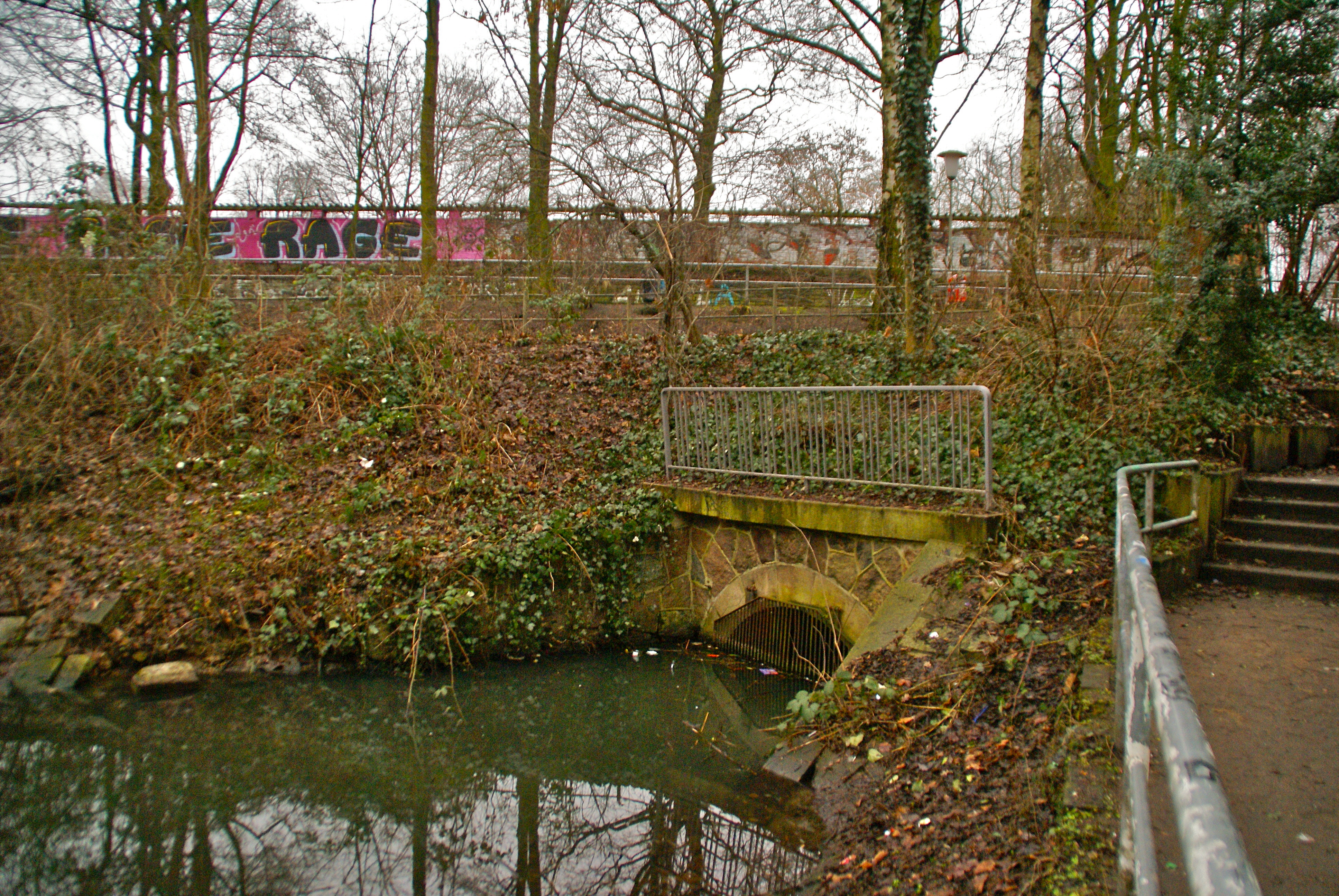
L'Isebek en surgir del seu soterani

Del rierol original que neix a Bahrenfeld, no roman gaire tret del nom: el seu curs superior va ser entubat i el seu curs inferior va ser canalitzat en diverses fases. Al segle xiv les primes obres van fer-se al riu, per a integrar-lo en una estructura defensiva anomenada landwehr: l'Isebek va ser excavat per a fer-lo més pregon i per a obtenir al mateix temps terres per a fer un talús de defensa.

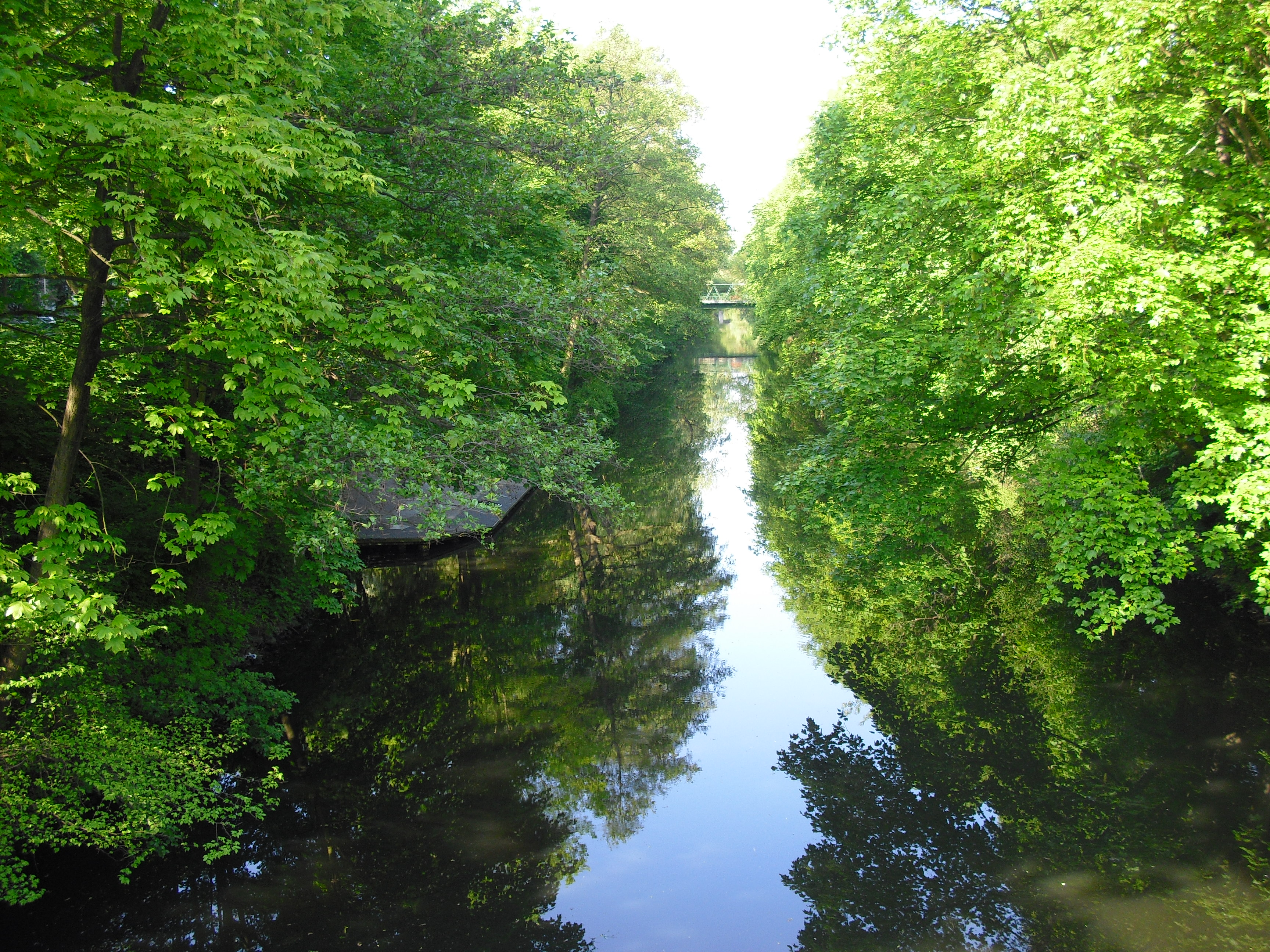
Isebek a la primavera

El 1646 va ser rectificat per primera vegada. El 1663 i el 1883 va ser canalitzat, cosa que va estancar el riu i va deteriorar la qualitat de l'aigua per manca d'oxigenació. Als anys setanta del segle xx s'arriscava desaparèixer completament, quan els urbanistes cobejaven el seu espai ample i verd per a construir una autopista de penetració cap al centre de la ciutat. Sota la pressió dels veïns, el projecte va ser abandonat.
Per a resoldre el problema de la qualitat de l'aigua estancada es parla de tornar a crear el curs superior a cel obert i corrent.
El nom deriva probablement d'un nom comú (frisó o fràncic) 'is' que significa i s'emparenta etimològicament amb ‘aigua’, al qual s'ha sufixat més tard el mot baix alemany bek (rierol). L'arrel 'is' es troba en molts topònims i noms de rius: l'Isar i l'Ise (Alemanya), l'Eijserbeek, el riu Aa (Països Baixos), l'IJse i l'IJzer (Bèlgica). Una explicació alternativa provindria del contingut elevat de sals ferrosos (Ise(r)n és baix alemany per ferro), presents als antics aiguamolls de Langenfelde on naixia antany un dels rierols-fonts. La segona hipòtesi inclina a l'etimologia popular, com que els noms de rius tendeixen a ésser més vells que l'arribada dels germànics.

## Uns vaixells anomenats Isebek
El riu va donar nom a diversos vaixells, entre altres: al MTS Isebek, un vaixell cisterna, a un Alsterdampfer i a un iot que va tenir un paper al film Der Untergang von Rungholt (1961).

## Llocs d'interès

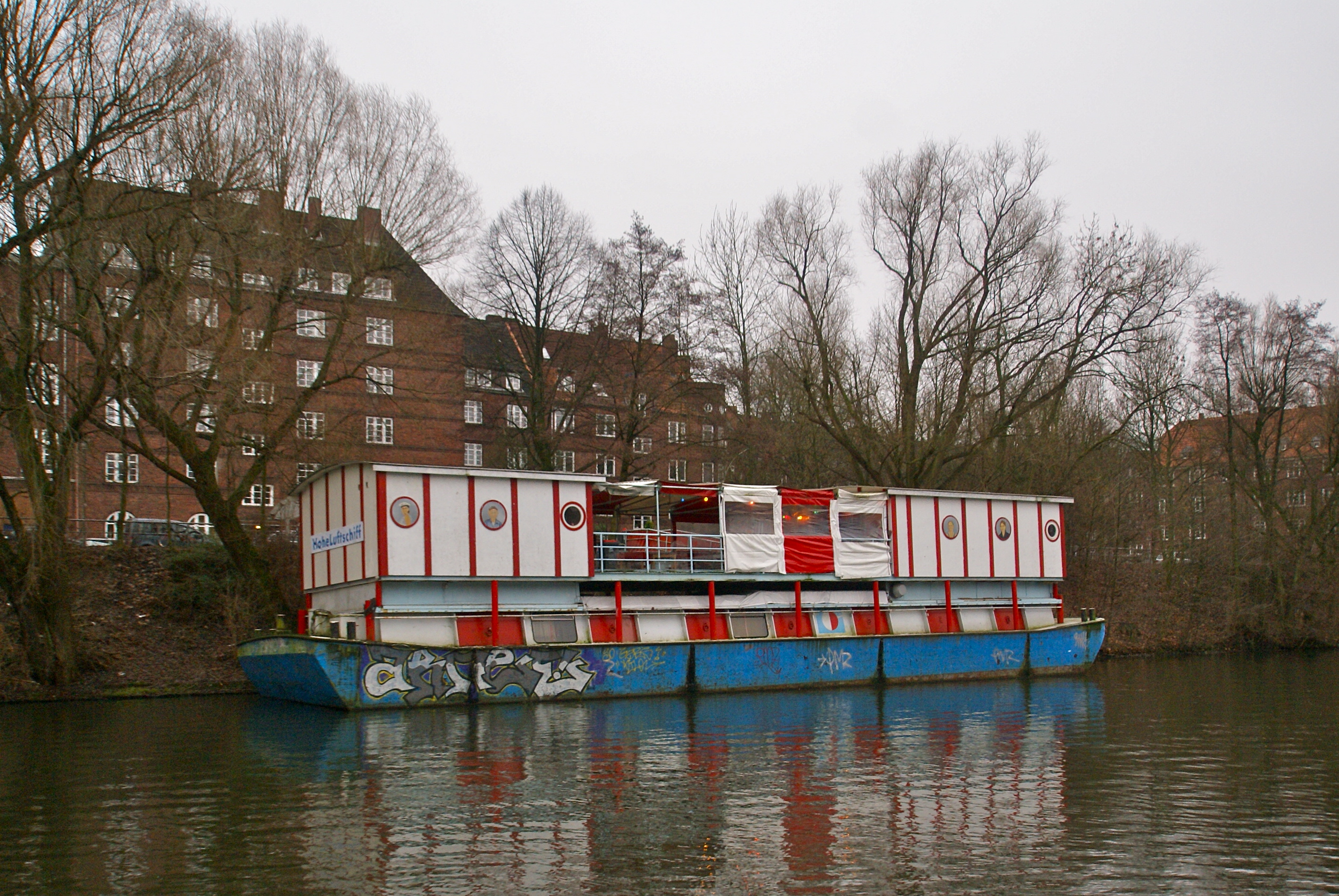
El teatre al vaixell Hoheluftschiff
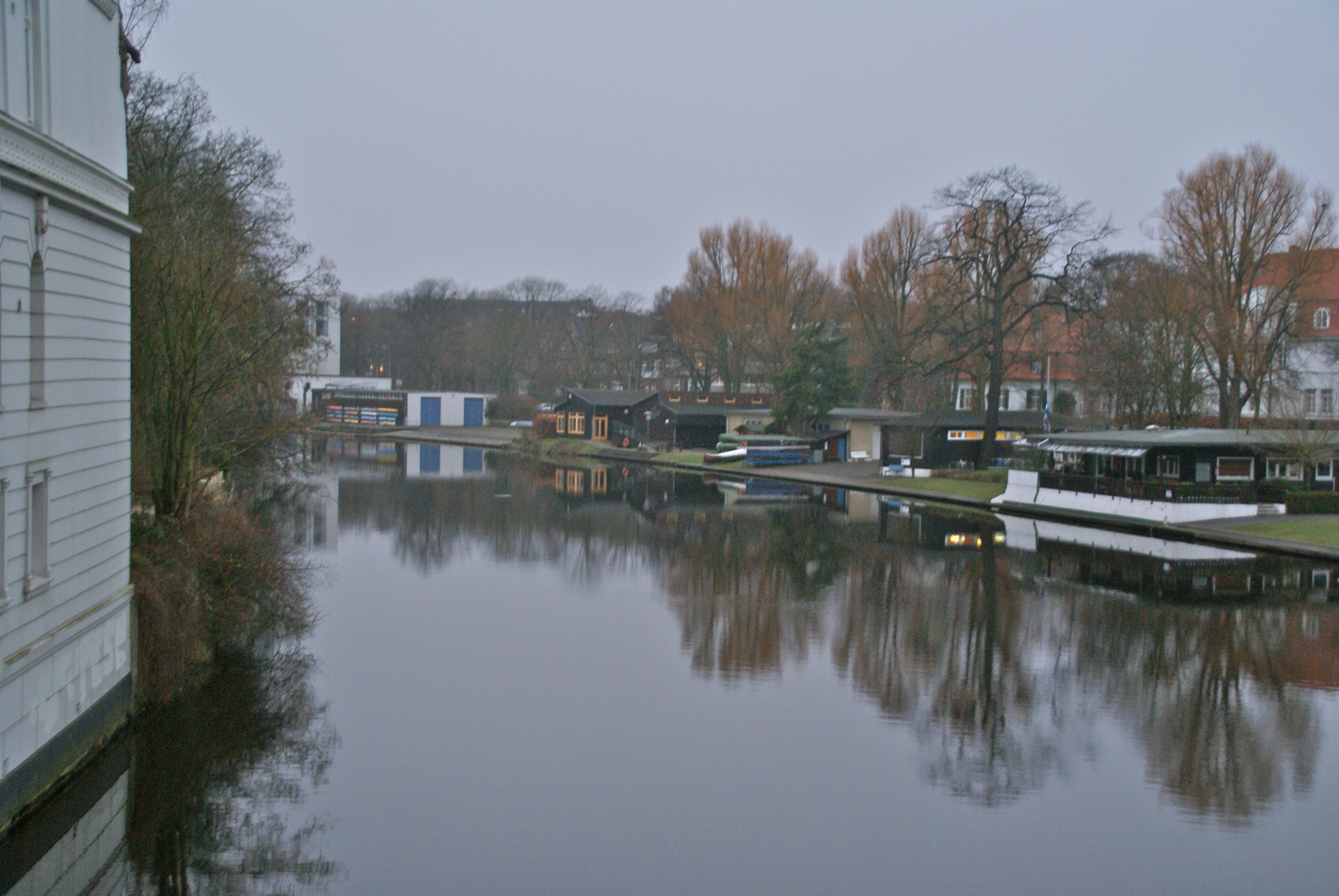
Cases de llogar barquetes
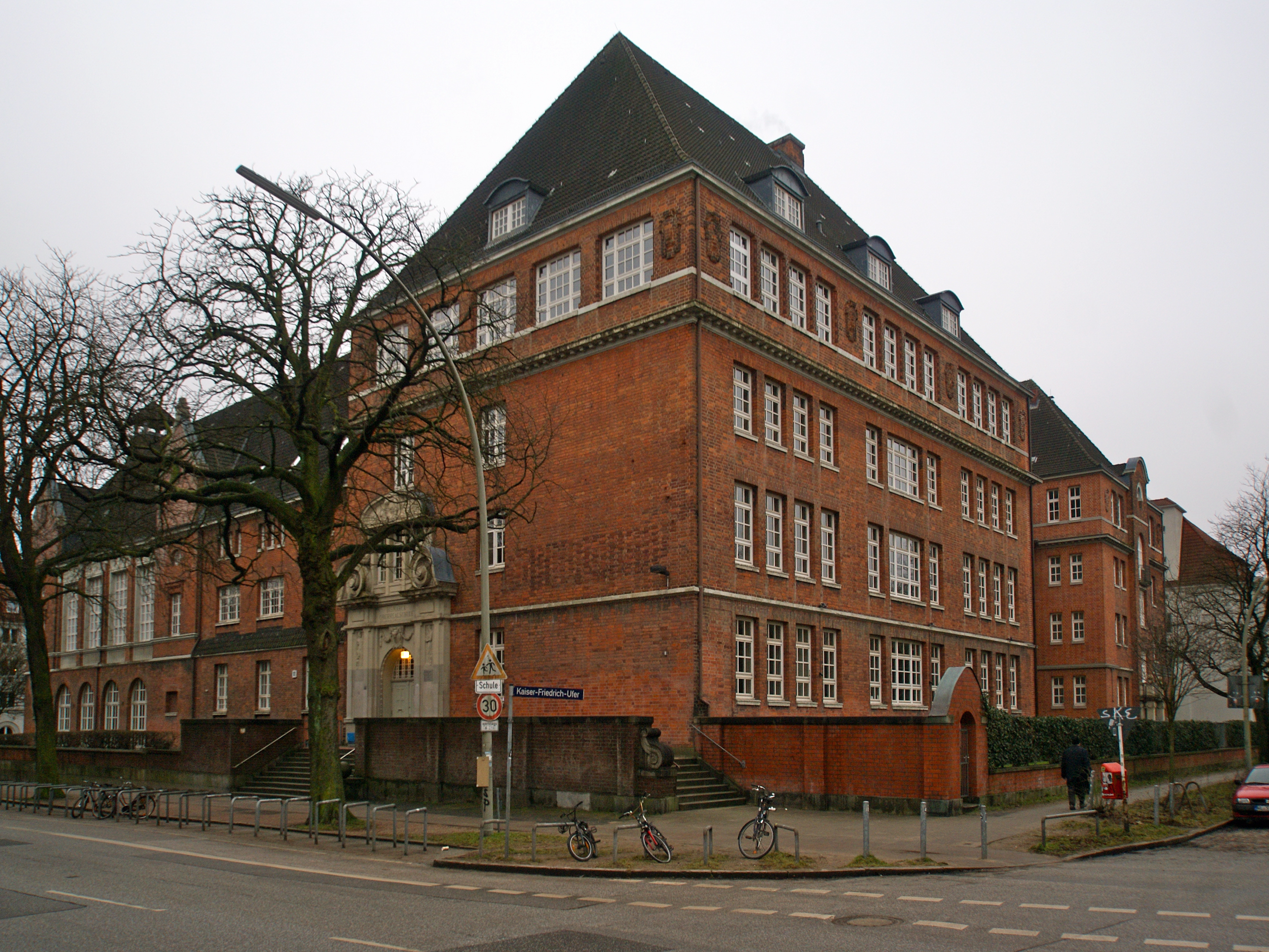
L'escola Bismarck Oberrealschule
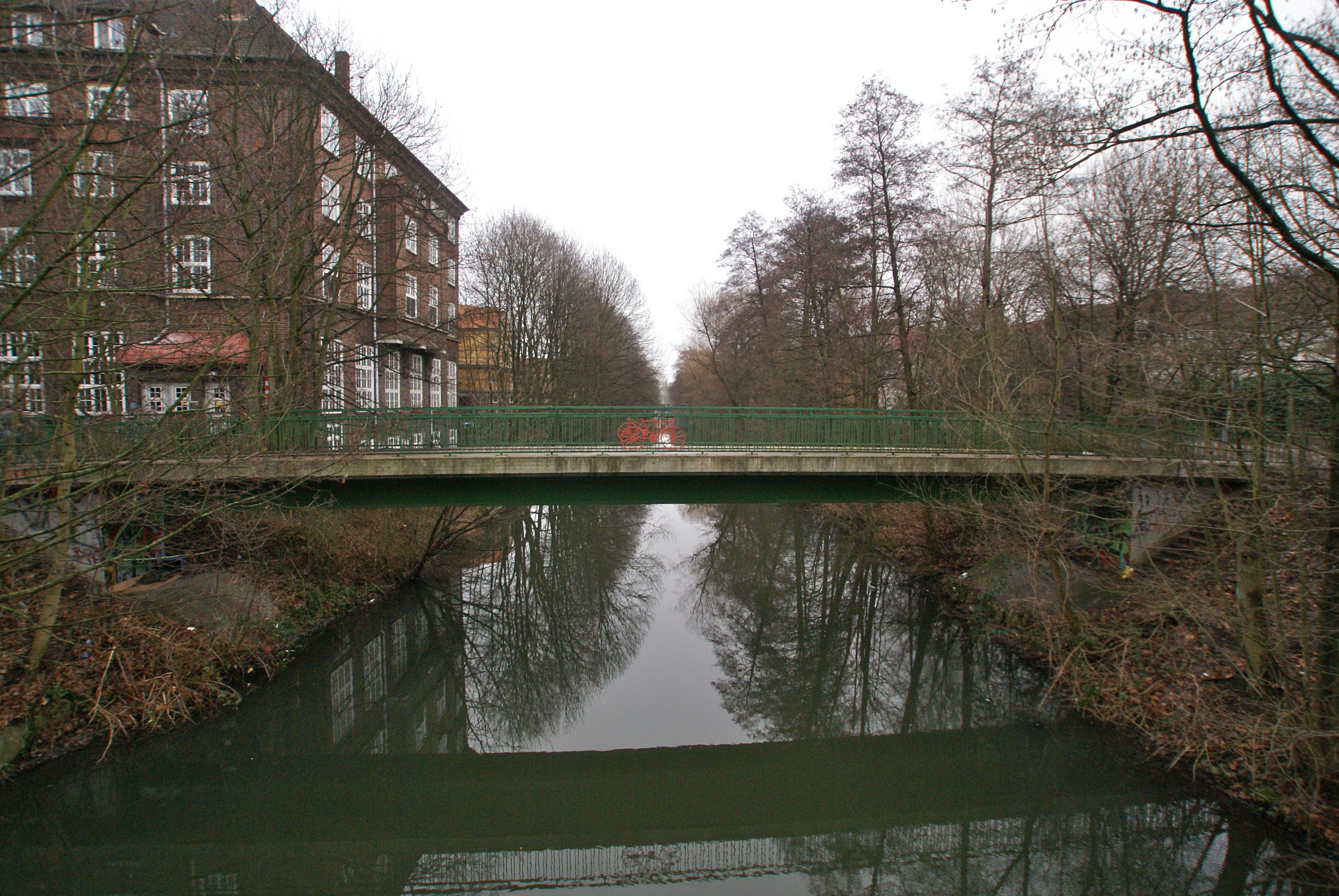
El sender per passejants i ciclistes